# Fagersjön (Hässleby socken, Småland)
Fagersjön är en sjö i Eksjö kommun i Småland och ingår i Emåns huvudavrinningsområde.